# Иремадзе, Тенгиз
Тенгиз Иремадзе (груз. თენგიზ ირემაძე; род. 9 марта 1973, Сухуми, Грузия) — современный грузинский философ. Основные сферы исследования: философия сознания, философия войны и мира, социология террора, социология медиа и философская урбанистика, как новое философское направление. Он обращает особое внимание на средневековую, новую и современную грузинскую и европейскую философию. В настоящее время Тенгиз Иремадзе осуществляет историко-системный анализ кавказской философии. Его труды опубликованы на разных языках.
Тенгиз Иремадзе стал известен благодаря своим трудам посвященным античной философии (Пифагор, Платон, Аристотель) и позднеантичного периоду (Прокл Диадох), а также христианской мысли средневековой Грузии и латиноязычному Западу (Иоанэ Петрици, Дитрих Фрейбергский, Бертольд Мосбургский). Его исследования, посвященные Фридриху Ницше (2006 г.) и Вальтеру Беньямину (2008 г.), которые были опубликованы на грузинском языке, считаются образцовыми в грузинской философии. Философии Фридриха Ницше Тенгиз Иремадзе посвятил многочисленные публикации, которые переведены на несколько языков. Кроме этого, он перевел на грузинский произведения Г. В. Лейбница, В. Беньямина, Г. Блуменберга, А. Глуксмана, а также стихи Э. Мейстера. Под его редакцией на грузинском языке были изданы произведения Фридриха Ницше, Алексиса де Токвиля, Томаса Пейна, Бенджамина Франклина, Томаса Джефферсона, Джеймса Уилсона, Бенджамина Раша, Джона Дьюи, Анри Бергсона, Карла Шмитта, Лео Штрауса, Ханны Арендт, Никласа Лумана, Теодора Адорно и др.

## Биография
В 1993—1998 годах Тенгиз Иремадзе учился на факультете философии и социологии в Тбилисском государственном университете им. Ивана Джавахишвили. Среди его лекторов был известный грузинский философ Гурам Тевзадзе. В своей дипломной работе Тенгиз Иремадзе изложил новую интерпретацию «Так говорил Заратустра» Ницше и тем самым внес значительный вклад в изучение философии Ницше в Грузии. В 2003 году он защитил докторскую диссертацию в Рурском Университете в Бохуме (Германия). Его научным руководителем был известный немецкий философ, проф. Буркхард Мойзиш (1944—2015). Тема диссертации: «Концепции мышления в неоплатонизме. Рецепция Прокла в средневековой немецкой и грузинской мысли: Дитрих Фрейбергский — Бертольд Мосбургский — Иоанэ Петрици». Основным достоинством данной работы иностранные и грузинские специалисты считают оригинальный философский анализ теоретических концептов античного и средневекового неоплатонизма, в частности создание новой интеркультурной модели типологически-систематической интерпретации наследия этой богатой философской традиции. На эту интеркультурную модель исследования истории философии особое внимание обратили многие известные представители дисциплины.
С 2007 года Тенгиз Иремадзе профессор философии и социальных наук в Университете им. Григола Робакидзе (Тбилиси, Грузия) и директор Института философии и социальных наук (там же). С 2015 года является профессором философии в Университете Новой Грузии (Поти, Грузия). В данном университете он руководит научно-исследовательским Архивом кавказской философии и теологии. Тенгиз Иремадзе — главный редактор и издатель многочисленных философских серий в Грузии и в Европе. С 2014 года, совместно с немецкими философами Удо Рейнхольд Ийеком и Гельмутом Шнейдером он издает научную серию «Философия и социальная теория» (Берлин, издательство «Логос»).

## Сферы исследования

#### Интеркультурный контекст истории философии
Уже в своей докторской диссертации (2003 г.) Тенгиз Иремадзе особое внимание уделил понятию интеркультурной философии. В данной работе он не только проанализировал историю рецепции одного из центральных концептов (теорию мышления) выдающего позднеантичного философа Прокла в латиноязычном Западе, но и включил в свое исследование древние грузинские тексты связанные с основами теологии (грузинский перевод Иоанэ Петрици данного труда Прокла и комментарий Петрици к тексту). Здесь возможность интеркультурного сравнения создало особенно интересную перспективу, поскольку обе линии интеллектуального развития (западноевропейское и грузинское) существовали самостоятельно и не соприкасались. Общим было то, что обе опирались на одного и того же позднеантичного автора (Прокл). Тенгиз Иремадзе четко осознал, что именно здесь, в среде резко отличающихся языковых культур, появлялась возможность оптимального исследования тех сходств и различии, которые существовали в этом интересном эпизоде рецепции философии Прокла. Следовательно, в его диссертации изложена не только рецепция философии Прокла. Тенгиз Иремадзе комплексно рассмотрел различные интерпретации философии Прокла и тем самым создал основы для данного направления интеркультурного исследования. Именно это выделяет его труд среди других работ посвященных Иоанну Петрици, Дитриху Фрейбергскому и Бертольду Мосбургскому.

#### Кавказская философия
Свои мысли Тенгиз Иремадзе продуктивно развил и обогатил новыми аспектами в работе «Философия на перекрестке эпох и культур» (2013 г.), где он, основываясь на понятии перекрестка, внес новый философский концепт. В данной работе Тенгиз Иремадзе комбинировал исторические исследования с системным анализом и сформулировал методологические предпосылки и основы кавказской философии. Он первым рассмотрел кавказское мышление как целое и, в первую очередь, обратил внимание на тех мыслителей, которые способствовали развитию продуктивных философских отношении между кавказскими странами. В его работе можно выделить три части. В предварительных размышлениях Тенгиз Иремадзе формулирует методологические основы и рассматривает ключевое понятие перекрестка с различных перспектив. В первой части книги изложено феноменология перекрестка с точки зрения интеркультурной перспективы.
«[Перекресток] это такой топос, который можно понять как место встречи и расхождения различных культур, веровании и мировоззрении. […] Это тот исходный пункт, где тождественное и другое встречаются друг с другом в настоящем смысле. Перекресток может стать концептом, обозначающим интеркультурный диалог. Если допустимо существование истинной коммуникации и взаимопонимания между индивидами принадлежащих к разным культурам и традициям, то это непременно должно осуществиться на перекрестке. […] Концепт перекрестка хорошо характеризует грузинскую философскую и теологическую мысль. Более того, думаю, что эта метафора наилучшим образом выражает характер грузинской мысли: последнее можно понять как топос собирания и взаимопонимания европейских и не-европейских, западных и восточных культур. Философствование и мудрствование на концептуальной и эпистемологической грани, на перекрестке различных культур, религий и традиций — вот, где должны мы искать самобытный и подлинный характер грузинской мысли» (Т. Иремадзе, «Философия на перекрестке эпох и культур», стр. 12-13).
Во второй части рассматриваются основные философские понятия (сущее/существование, истина/интерпретация, рецепция/трансформация, индивидуализм/интерсубъективность, знание/мудрость), которые значимы не только с перспективы истории философии, но и с перспективы будущего.
В третьей части Тенгиз Иремадзе анализирует новые концепты интеркультурной мысли. Понятие перекрестка сохраняет свое ключевое значение и в этом отношении, так как он создает основу новой интеркультурной теории философии.
Данная работа Тенгиза Иремадзе создает продуктивную почву для последующих исследований интеркультурных феноменов. С одной стороны, здесь очерчены контуры определённого культурного пространства (кавказская философия) и четко сформулированы её взаимоотношения с другими философскими культурами. С другой стороны, изложена теория, которая тесно связана как с герменевтическими практиками, так и с системными проблемами философии.

## Рецепция
Научные труды Тенгиза Иремадзе привлекли международное внимание: его статья о Иоанне Петрици опубликована в Стэнфордской Философской Энциклопедии. Несмотря на то, что его докторская диссертация определённо относится к истории философии, в позднем периоде он обратил особое внимание на системные философские исследования. В своих трудах он уделяет равное внимание как классическим, так и современным философским проблемам. Его тезис, согласно которому в истории философии к понятию «кавказской философии» относились пренебрежительно, привлёк международное внимание и способствовал изменению парадигм. Его ученики и коллеги (из них выделяются Гиорги Тавадзе и Гиорги Хурошвили) продуктивно развивают его мысли в рамках работы Архива кавказской философии и теологии (Новый Грузинский Университет, Поти).

## Избранные труды
- Konzeptionen des Denkens im Neuplatonismus. Zur Rezeption der Proklischen Philosophie im deutschen und georgischen Mittelalter: Dietrich von Freiberg — Berthold von Moosburg — Joane Petrizi (Bochumer Studien zur Philosophie, Bd. 40), Amsterdam/Philadelphia: B. R. Grüner Publishing Company, 2004, ISBN 9789060323694.
- Фридрих Ницше. «Так говорил Заратустра». Текст и Контекст. Тбилиси: издательство «Некери», 2006 (на грузинском языке), ISBN 99940-890-1-3.
- Der Aletheiologische Realismus. Schalwa Nuzubidse und seine neuen Denkansätze, Tbilisi: Verlag «Nekeri», 2008, ISBN 978-9941-404-41-2.
- Вальтер Беньямин: жизнь, деятельность, актуальность. Тбилиси: издательство «Некери», 2008 (на грузинском языке),ISBN 978-9941-404-20-7.
- (Соавтор) Что такое свобода? Великие мыслители о сущности свободы (Шарль Луи Монтескье, Жан-Жак Руссо, Георг Вильгельм Фридрих Гегель, Герберт Спенсер, Эрих Фромм), Тбилиси: издательство «Некери», 2010 (на грузинском языке), ISBN 978-9941-416-71-2.
- Алетейологический Реализм. Шалва Нуцубидзе и новые основы его мышления. Перевод с Немецкого Г. Тавадзе. Тбилиси: издательство «Некери», 2013 (на грузинском языке), ISBN 978-9941-436-81-9.
- Философия на перекрестке эпох и культур. Интеркультурные и интердисциплинарные исследования. Тбилиси: издательство «Некери», 2013 (на грузинском языке), ISBN 978-9941-436-55-0.
- (Соавтор) Грузинская философия нового времени и его главные представители (от второй половины 18-го до второй половины 19-го веков). Редактор-составитель: Т. Иремадзе. Тбилиси: издательство «Фаворити Стили», 2014 (на грузинском языке), ISBN 978-9941-0-7227-7.
- (Соавтор) Философская урбанистика. Редакторы: Т. Иремадзе, Г. Шнейдер. Тбилиси: издательство «Некери», 2014 (на грузинском языке), ISBN 978-9941-457-01-2.
- (Соавтор) Философия и теология в средневековой Грузии. Редактор-составитель: Т. Иремадзе. Тбилиси: издательство «Паворити Стили», 2016 (на грузинском языке), ISBN 978-9941-0-8797-4